# Pierre-Denis de Peyronnet

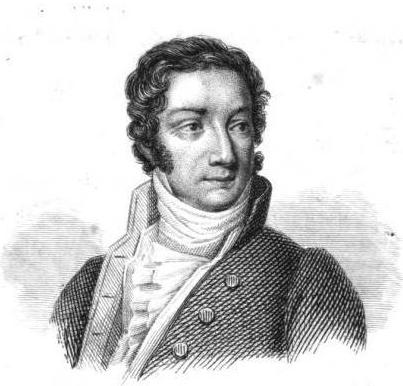
Pierre-Denis de Peyronnet

ComtePierre-Denis de Peyronnet (in der Literatur fälschlicherweise Charles-Ignace de Peyronnet genannt; * 9. Oktober 1778 in Bordeaux; † 2. Januar 1854 im Schloss Montferrand in Saint-Louis-de-Montferrand, Département Gironde) war ein französischer Politiker. Von Dezember 1821 bis Januar 1828 amtierte er als Justizminister sowie von Mai bis Juli 1830 als Innenminister. Er zeigte sich als reaktionärer Vertreter der Ultraroyalisten, floh Im Juli 1830 nach dem Sturz König Karls X., wurde aber verhaftet und bis 1836 interniert.

## Leben

### Abstammung und frühe Laufbahn
Pierre-Denis de Peyronnet war Sohn von Jean-Louis Peyronnet (1731–1794), ehrenamtlicher oberster Schatzmeister des Finanzamtes der Guyenne, und der Dame Rose Beau (um 1745–1820). Sein Vater hatte sich kurz vor Ausbruch der Französischen Revolution (1789) das Amt eines königlichen Sekretärs gekauft und war damit in den Adelsstand aufgestiegen, war aber während der Terrorherrschaft durch die Guillotine hingerichtet worden.
Peyronnet studierte Rechtswissenschaften bei Monsieur Ferrère und wurde 1796 als Anwalt zugelassen. Er ließ sich als Advokat in seiner Vaterstadt nieder und zeichnete sich durch natürliche, jedoch heftige Beredsamkeit aus. In seiner Jugendzeit soll er sehr vergnügungssüchtig gewesen sein, verheiratete sich aber bereits als 17-Jähriger am 21. März 1796 mit Marie Anne Marguerite Aimée de Perpignan (1776–1842), mit der er zwei Söhne und zwei Töchter hatte. Die Beziehung war jedoch nicht glücklich und die Ehepartner ließen sich scheiden.
Während Napoleons Herrschaft der Hundert Tage (1815) rettete Peyronnet die Herzogin von Angoulême auf ein britisches Schiff, sodass sie nach England entfliehen konnte. Für diesen Dienst wurde Peyronnet nach der Restauration der Bourbonen am 26. Oktober 1815 zum Präsidenten des Tribunals erster Instanz zu Bordeaux ernannt. 1816 begab er sich nach Paris, um bei der Regierung die Beschwerden der Getränkeverkäufer von Bordeaux geltend zu machen. Bald darauf erfolgte seine Berufung zum Generalprokurator am Gerichtshof zu Bourges.
Für das Département Cher wurde Peyronnet am 13. November 1820 als Regierungskandidat zum Mitglied der Deputiertenkammer gewählt. Dort war er einer der heftigsten Führer der Rechten und verfolgte leidenschaftlich alle Bonapartisten und republikanisch Gesinnten. Er zog mit seiner Schwiegermutter und seiner Schwägerin nach Paris und vertrat 1821 vor dem Pairsgerichtshof die Anklage gegen mehrere Verantwortliche des versuchten Militärputsches vom 19. August 1820, bei welchem Prozess mehrere Beschuldigte zum Tod verurteilt wurden. Nicht lange danach wurde Peyronnet Generalprokurator am königlichen Gerichtshof in Rouen.

### Justizminister
Am 14. Dezember 1821 erhielt Peyronnet bei der Bildung des Kabinetts von Jean-Baptiste de Villèle das Portefeuille der Justiz und wählte sich u. a. Antoine Lefebvre de Vatimesnil zum Generalsekretär seines Ministeriums. Am 17. August 1822 bekam er die erbliche Grafenwürde verliehen und kurz darauf wurde er zum Offizier der Ehrenlegion ernannt. Seine ersten Schritte waren gegen die Presse gerichtet, indem er das Richteramt über Pressevergehen und die Beaufsichtigung und willkürliche Unterdrückung von Zeitungen den königlichen Gerichtshöfen verschaffte. Journale konnten nun verboten werden, wenn deren Ausrichtung dem Staatsinteresse entgegenzustehen schien. Die freisinnigen oder mit den Bonapartisten sympathisierenden Richter wusste Peyronnet aus den Ämtern zu verdrängen und bei den Deputiertenwahlen die Justizbeamten zur Berücksichtigung ministerieller Kandidaten zu zwingen. Im Kabinett drang er auf militärisches Einschreiten in Spanien.
Vom 6. September bis 29. Oktober 1822 übernahm Peyronnet interimistisch auch das Innenministerium, ebenso später weitere zwei Mal, nämlich vom 9. Juli bis 2. August 1825 sowie vom 30. August bis 19. September 1826.
Am 6. März 1824 wurde Peyronnet sowohl im Département Cher als auch im Département Gironde zum Deputierten gewählt und optierte für letzteres Mandat. Großen Anteil hatte er an der Einführung einer siebenjährigen Legislaturperiode (Septennalität) der Deputiertenkammer. Kurz vor dem Tod Ludwigs XVIII. (September 1824) setzte Peyronnet die – allerdings nur vorübergehende – Wiedereinführung der Zensur durch. Als Großsiegelbewahrer schuf er, strengster Absolutist, das Sakrileggesetz von 1825. Laut diesem sollten Einbruchsdiebstähle in Gebäude, die der Ausübung der Staatsreligion dienten, mit dem Tod bestraft werden, ebenso die Profanation geweihter Gefäße und Hostien; die Entweihung der Hostien sollte sogar wie Vatermord geahndet werden, nämlich zuerst Abhacken der Hände und danach Enthauptung. Weniger schwere Fälle von Raub von Kultgegenständen seien mit Gefängnisstrafen zu belegen. Allerdings wurde das Sakrileggesetz nie angewendet.
Peyronnet suchte dann wiederum die Pressefreiheit stark einzuschränken und sah sich schon beim Erstellen eines entsprechenden Gesetzesentwurfs sofort mit starker Kritik konfrontiert. Weil er bei der Verteidigung seines Vorhabens in einem Artikel der regierungsamtlichen Zeitung Le Moniteur sein geplantes Gesetz an einer Stelle als eines der Gerechtigkeit und Liebe bezeichnete, wurde es in der Folge allgemein höhnisch als „Gesetz der Gerechtigkeit und Liebe“ tituliert. Jede Schrift hätte laut der Gesetzesvorlage vor dem Verkauf im Innenministerium vorgelegt und für jedes Druckwerk von 5 Bogen Umfang und darunter Stempelgebühren bezahlt werden müssen, ferner hätten bei Pressedelikten wesentlich höhere Strafen gedroht. François-René de Chateaubriand sprach von einem „Vandalengesetz“ und auch die Académie française zeigte sich besorgt über den versuchten Angriff auf die Pressefreiheit. Letztlich zog die Regierung ihren Entwurf des Pressegesetzes am 17. April 1827 zurück, da er in der Pairskammer stark verwässert worden war.
Bei den Wahlen von 1827 lehnten die Wahlkollegien von Bordeaux und Bourges die Kandidatur Peyronnets ab. Mit dem Sturz Villèles musste er am 4. Januar 1828 auch als Justizminister zurücktreten, wurde aber sogleich zum Pair von Frankreich ernannt. Im neuen Kabinett, das unter der Führung Martignacs stand, nahm Joseph Marie, comte Portalis Peyronnets Platz als Justizminister ein.

### Innenminister, Haft, späte Jahre und Tod

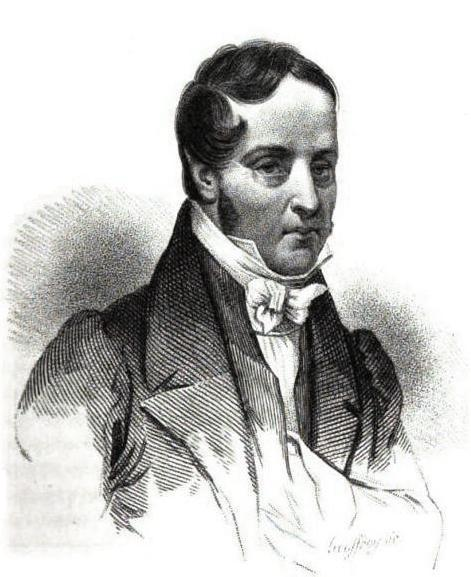
Comte de Peyronnet 1831

1828 blieb Peyronnet politisch völlig im Hintergrund. Die Deputiertenkammer rächte sich an ihm, indem sie ihn in der Sitzungsperiode von 1829 für die rund 180.000 Francs verantwortlich machte, die er willkürlich für die Einrichtung des Kanzleihotels verwendet hatte. Im Kabinett von Jules de Polignac übernahm Peyronnet an Stelle von Guillaume Isidore, comte de Montbel am 19. Mai 1830 das Innenressort, wirkte hier im Sinn der äußersten Ultras und unterschrieb die Ordonnanzen vom 25. Juli 1830, die König Karl X. den Thron kosteten.
Während der Julirevolution von 1830 ergriff Peyronnet die Flucht, wurde aber etwa Ende August in Tours verhaftet und in Vincennes eingesperrt. Als er vor dem Pairsgerichtshof unter der Anklage des Hochverrats erschien, versuchte er sich durch seinen Anwalt Hennequin mit der Behauptung verteidigen zu lassen, dass er persönlich gegen die Ordonnanzen gewesen sei und diese nur aus Rücksicht auf die königliche Autorität unterzeichnet habe; auch bereue er seine Teilnahme an einer Maßnahme, die auf beiden Seiten so viel Blutvergießen ausgelöst habe. Er wurde mit Polignac, Jean de Chantelauze und Martial de Guernon-Ranville am 21. Dezember 1830 zu lebenslanger Gefängnisstrafe und Verlust der bürgerlichen Ehrenrechte verurteilt und nach der Festung Ham gebracht. Am 17. Oktober 1836 kam er durch eine königliche Ordonnanz wieder frei. Er starb am 2. Januar 1854 im Alter von 75 Jahren auf seinem Schloss Montferrand im Département Gironde.

## Werke
- Esquisse politique, Paris 1829
- Pensées d’un prisonnier, 2 Bände, Paris 1834; deutsch 2 Teile, Leipzig 1834
- Histoire des Francs, 2 Bde., Paris 1835; 2. Auflage 4 Bde., 1846
- Satires, 2. Auflage Paris 1854